# Canavieira
Canavieira är en kommun i Brasilien.   Den ligger i delstaten Piauí, i den östra delen av landet, 1 000 km norr om huvudstaden Brasília. Antalet invånare är 3 922.
Omgivningarna runt Canavieira är huvudsakligen savann. Runt Canavieira är det mycket glesbefolkat, med 2 invånare per kvadratkilometer.